# Nemanja Nenadić
Nemanja Nenadić (in serbo Немања Ненадић?; Belgrado, 2 gennaio 1994) è un cestista serbo.

## Palmarès
- Campionato serbo: 1

Stella Rossa: 2018-19
- Lega Adriatica: 1

Stella Rossa Belgrado: 2018-19
- Supercoppa di Lega Adriatica: 1

Stella Rossa Belgrado: 2018
- Supercoppa polacca: 1

Zielona Góra: 2021